# Лука Вукаловић
Лука Вукаловић (Богојевић Село, 18. октобар 1823 — Салтакча, Одеса, 6. јул 1873) је био вођа српског устанка у Херцеговини 1852—1862.

## Биографија
Вукаловић је у Требињу изучио пушкарски занат и неко време се бавио њиме у Херцег Новом. У доба Омер-пашине акције против Црне Горе вратио се 1852. у родни крај, где је изабран за племенског главара и капетана. Кад је Омер-паша у марту 1852. наредио да се од херцеговачке раје одузима оружје, против су се одупрли крајеви у којима је Вукаловић био главар.
Отпор против предаје оружја, довео је до мањих сукоба између Херцеговаца и Турака, што је значило увод у устанак, иза којега је од почетка стајао Вукаловић.
До устанка је дошло у зиму 1852/53. када су Граховљани, Бањани и Дробњаци одбили да плате Турцима дужну трећину. Како је истовремено дошло и до акције Турака против Црне Горе, борила су се источнохерцеговачка племена уз Црногорце. Иако у периоду од 1853. до 1857. није било већих устаничких акција, устанак се није смирио. Аустрија је очигледно ометала акцију Луке Вукаловића знајући да је помаже Црна Гора, а истовремено је пратила и рад француских конзуларних представника.
Устанак се распламсао у децембру 1857, кад је и књаз Данило почео да подржава устанике огорчен на Порту због њене изјаве на Париском конгресу 1856. да Црну Гору сматра делом своје територије.
После битке на Граховцу 1. маја 1858, када су Црногорци и херцеговачки устаници поразили Турке, књаз Данило је именовао Вукаловића за војводу Зубаца, Крушевице, Драчевице и Суторине, где је образовао неку врсту аутономне управе.
Порта натерана тим поразом на попуштање, провела је разграничење са Црном Гором, а тиме признала самосталност Црне Горе. Како је велики део источне Херцеговине осим Грахова, једног дела Бањана, Дробњака, Жупе и никшићких Рудина и даље остао под турском влашћу Вукаловић је наставио устаничку акцију.
Ово је снажно одјекнуло у Босни, посебно у бунама великих размера у Босанској Крајини и Посавини 1858. Бојећи се се да се устанак не би проширио и на њену територију, Аустрија је још у већој мери почела да омета Вукаловића, помажући на разне начине и самим Турцима.
Вукаловић се у својим захтевима није ограничавао само на решавање економских проблема херцеговачке раје, него је устанку дао печат борбе за национално ослобођење, тражећи да се Херцеговина припоји Црној Гори.
Такав карактер устанка изазвао је и интересовање европских великих сила, чији су конзуларни представници радили на томе да се Вукаловић потчини турским властима. Вукаловић је наставио борбу против Турака и после насилне смрти књаза Данила (1860), подстакнут и примерима борбе за уједињење коју је у Италији водио Гарибалди.
Од 1861. Омер-паша је покушавао да разним обећањима и уступцима умртви устанак, у чему није имао успеха. Но када је Црна Гора после пораза у рату са Турском у августу 1862. писмено обавезала да више неће помагати устанички покрет у Херцеговини, Вукаловић се, сматрајући да је тамошњи народ остављен на цедилу, писмено споразумео са Омер-пашом, који је обећао амнестију свим устаницима. Омер-паша је обећао Вукаловићу да ће га поставити војводом Зубаца, Крушевице, Драгачевице и Суторине, али то није учинио, него га је именовао бимбашом на 500 пандура који су имали задатак да чувају ред и мир на граници.
Када је видео да Турци не испуњавају обећања дата народу у вези олакшања феудалних давања и смањења пореза, покушао је 1865. да још једном дигне устанак, али је без икакве подршке са стране, доживео неуспех.
После тога, напустио је родни крај и преселио се у Русију, где је и умро 1873. године
Помен војводе Луке Вукаловића и битка Срба са Турцима су описани у песми војводе Мирка Петровића Његоша „Бој на Зупцима“ (збирка Јуначки Споменик, Цетиње 1864. године).

## Галерија
- Опис илустрације:
Српски војвода Лука Л. Вукаловић (1823-1873), у књизи о четништву Матије Бана (1818-1903).
- Опис илустрације:
Лука Л. Вукаловић (1823-1873), српски устанички војвода.
- Опис фотографије:
Војвода Лука Л. Вукаловић (1823-1873), током свог боравка 1865. године у Београду.